# 威爾斯自然資源局

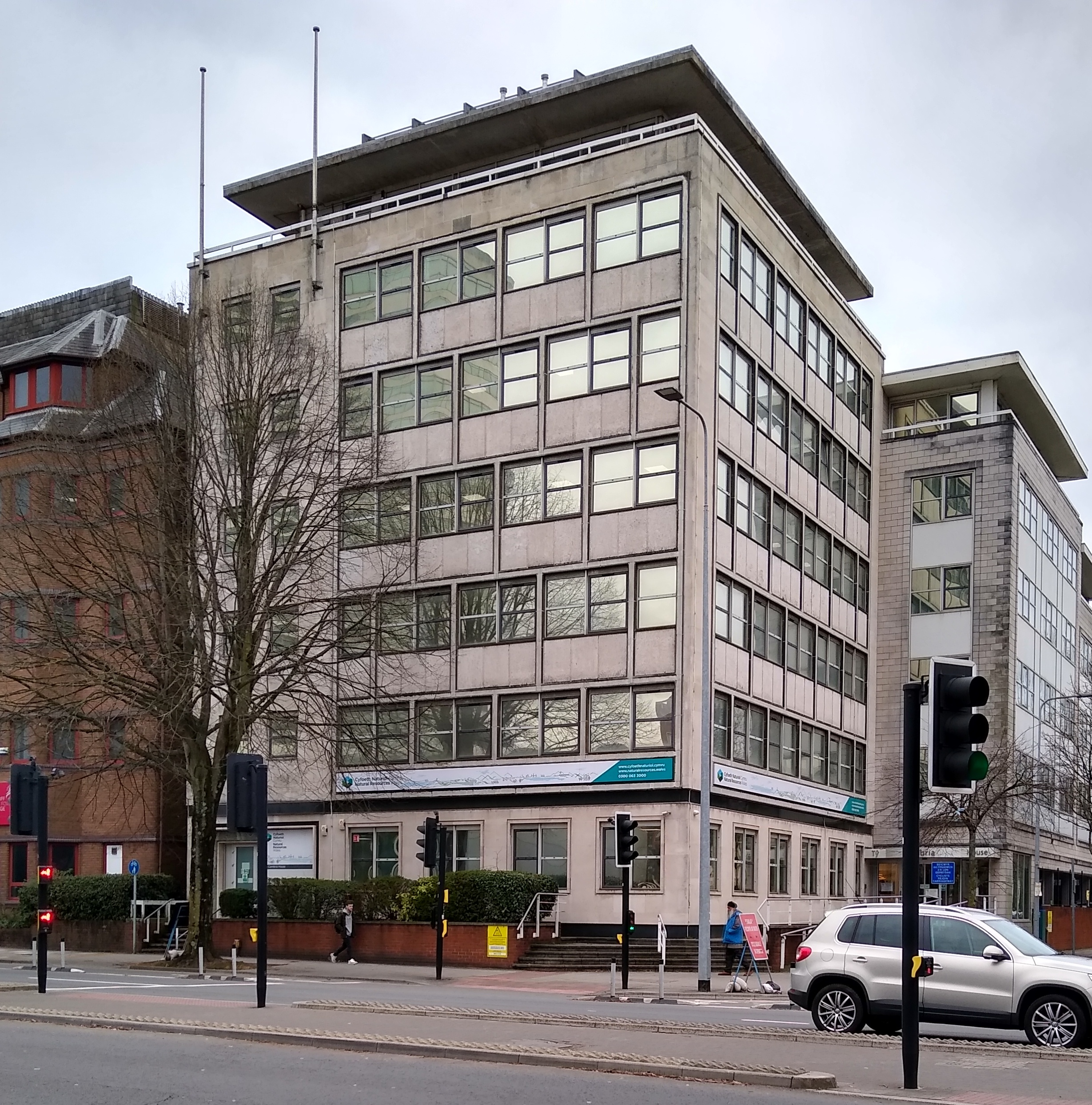
自然資源局大樓

威爾斯自然資源局（英語：Natural Resources Wales）是英國威爾斯政府所屬的機構，自2013年4月1日起開始運作，負責威爾斯自然資源的管理。威爾斯自然資源局由威爾斯鄉村委員會、威爾斯環境局和威爾斯林業委員會合併而成，並承擔了過去由威爾斯政府履行的一些其他職責。